# Goodnestone
Goodnestone is een civil parish in het bestuurlijke gebied Dover, in het Engelse graafschap Kent.